# Николај Љвов
Николај Александрович Љвов (рус. Никола́й Алекса́ндрович Львов; село Никољскоје Черенчици крај Торжока, 15. мај 1753 — Москва, 3. јануар 1804) био је један од најупечатљивијих представника руског просветитељства: архитекта, етнограф, песник, преводилац и музичар.
У његова најпознатија архитектонска остварења убраја се редизајн екстеријера Петропавловске тврђаве у Санкт Петербургу. Прилагодио је технике градње од природних сировина (углавном земље) руским условима, а 1797. отворио је властиту школу архитектуре. Бавио се и геолошким истраживањима, посебно наслага угља у Доњецком и Московском басену. 
Дизајнирао је ордене Светог Владимира и Свете Ане. На руски језик је преводио дела Анакреонта, Паладија, Петрарке и Сапфо, писао је либрета за опере, изучавао древне руске списе и прикупљао руске народне песме. Године 1783. постао је један од првих 36 редовних чланова Руске империјалне академије.